# Луда по Стийв
„Луда по Стийв“ (на английски: All About Steve) е американска романтична комедия от 2009 г. на режисьора Фил Трейл. Във филма участват Сандра Бълок, Томас Хейдън Чърч и Брадли Купър.